# Ciudadela de Longwy
La ciudad alta de Longwy  es una de las ciudades fortificadas por Vauban en Lorena, Francia .
Está inscrita como Patrimonio de la Humanidad desde el 7 de julio de 2008, como parte de la red de fortificaciones de Vauban.

## Historia

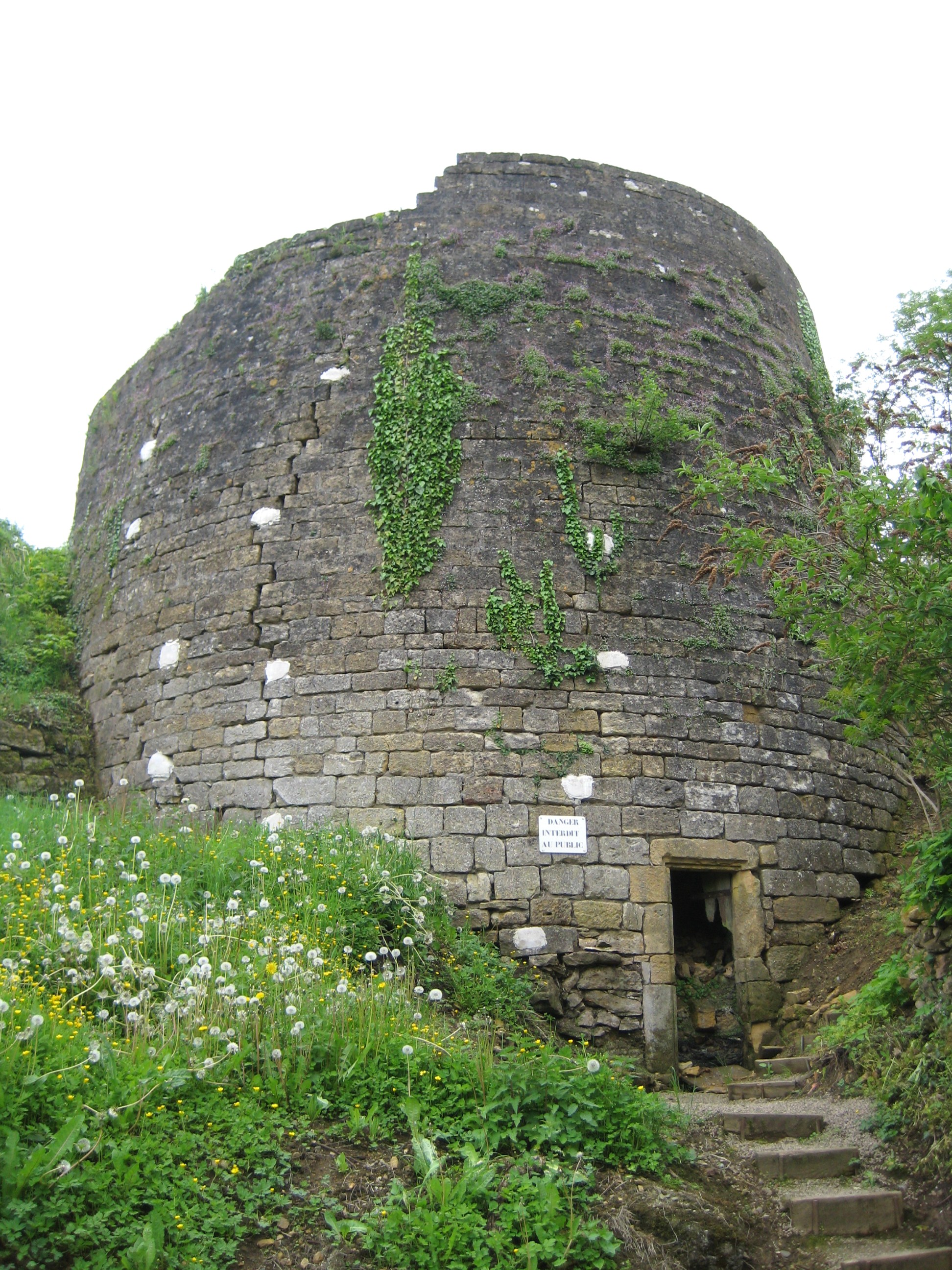
Torre de Malcouvert, vestigio del castillo medieval.

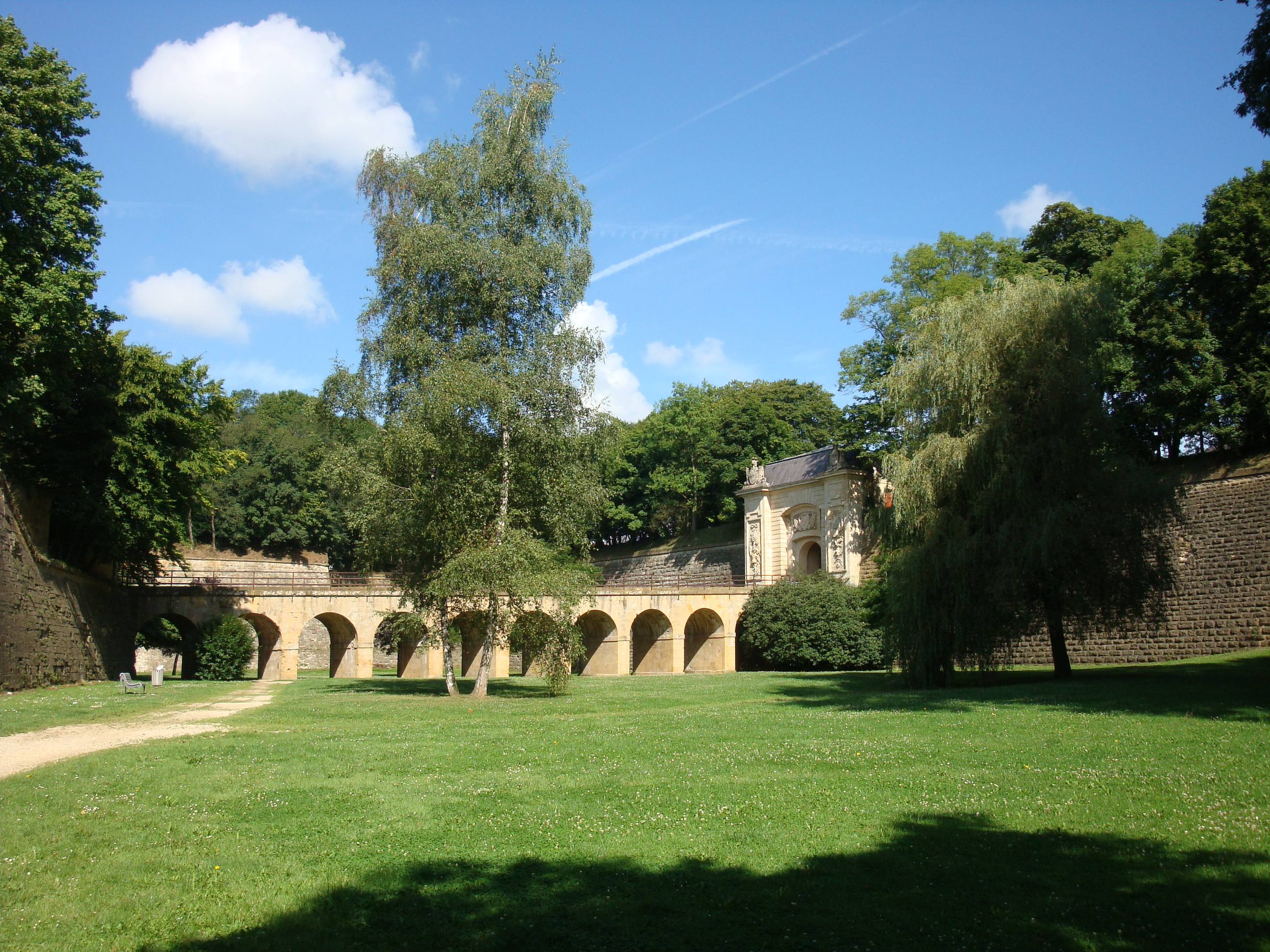
Foso de la fortificación con el puente de acceso a la Puerta de Francia.

Los duques de Lorena habían hecho edificar un castillo-fortaleza con el fin de defender el extremo norte de sus territorios, junto a la villa de Longwy. Progresivamente, una ciudad alta se fue edificando en torno a ese castillo.
Después de una serie de batallas, Longwy fue adjuntado al Reino de Francia por el tratado de Nimega que concluyó el 19 de agosto de 1678, firmado entre las Provincias Unidas y Francia al final de la guerra franco-holandesa.
La creación de una plaza fuerte en llano fue confiada por el rey Luis XIV a los ingenieros militares Vauban y  Choisy. Entre 1679 y 1690 procedieron al derribo del viejo castillo y del antiguo Longwy-Alto y a la construcción de la villa nueva sobre una meseta dominando el valle del río Chiers y Longwy-bajo.
La ciudadela fue dañada durante los bombardeos de las guerras mundiales en 1914 y 1944.

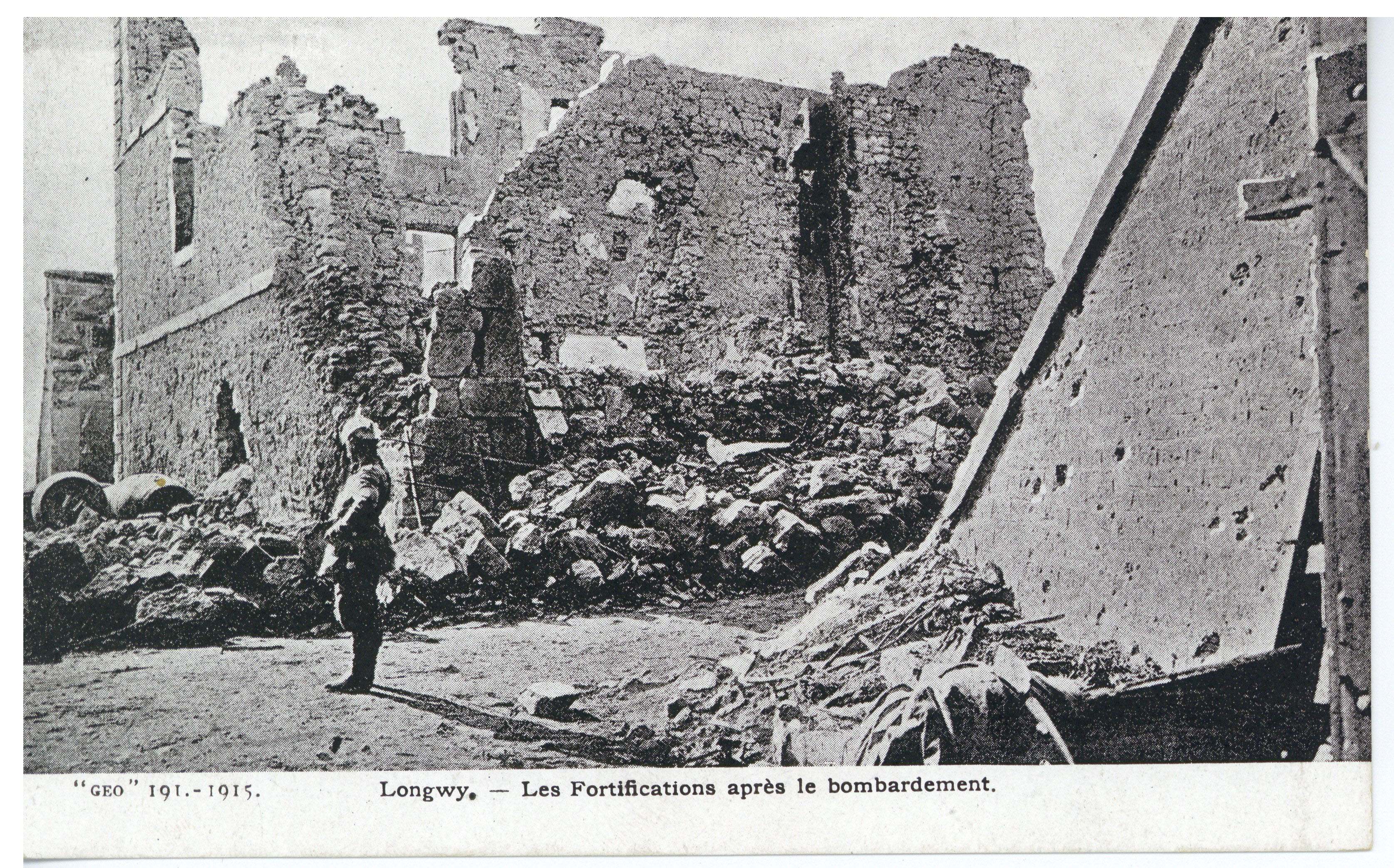
Duespues un bombardeo en 1914

Este conjunto está catalogado como Patrimonio de la Humanidad  por la UNESCO, como ejemplo de la obra de Vauban.
El conjunto de las fortificaciones, el ayuntamiento, la iglesia saint-Dagobert, las casamatas y los pozos fueron clasificados monumentos históricos el 19 de marzo de 1921.

Planta de la muralla. Con forma de estrella de doce puntas. En las seis puntas y sobre los lados se asentaron diferentes baluartes.

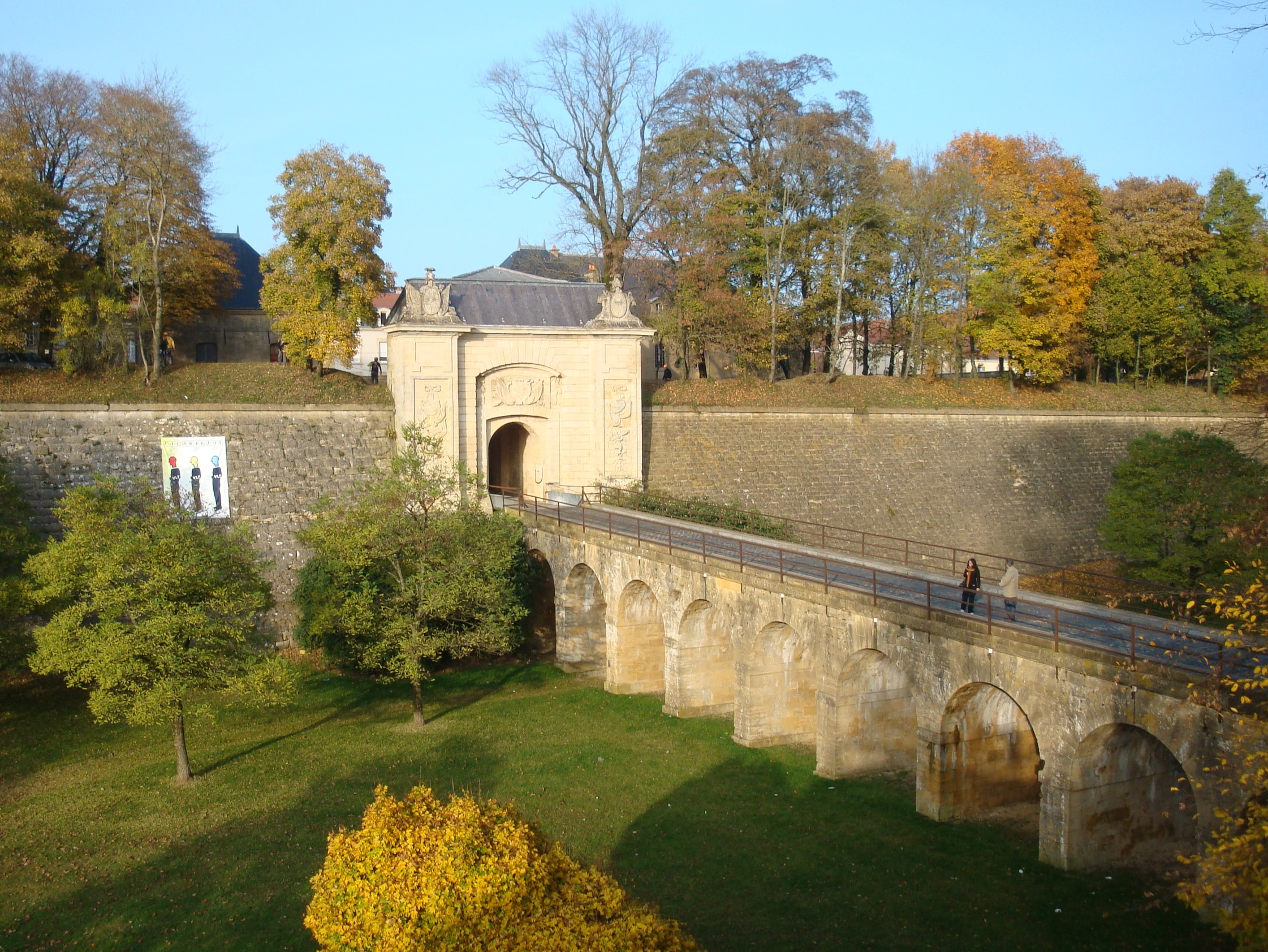
Accediendo a la pasarela. Durante un tiempo existió un pequeño tranvía que cruzaba la población a través de esta vía.

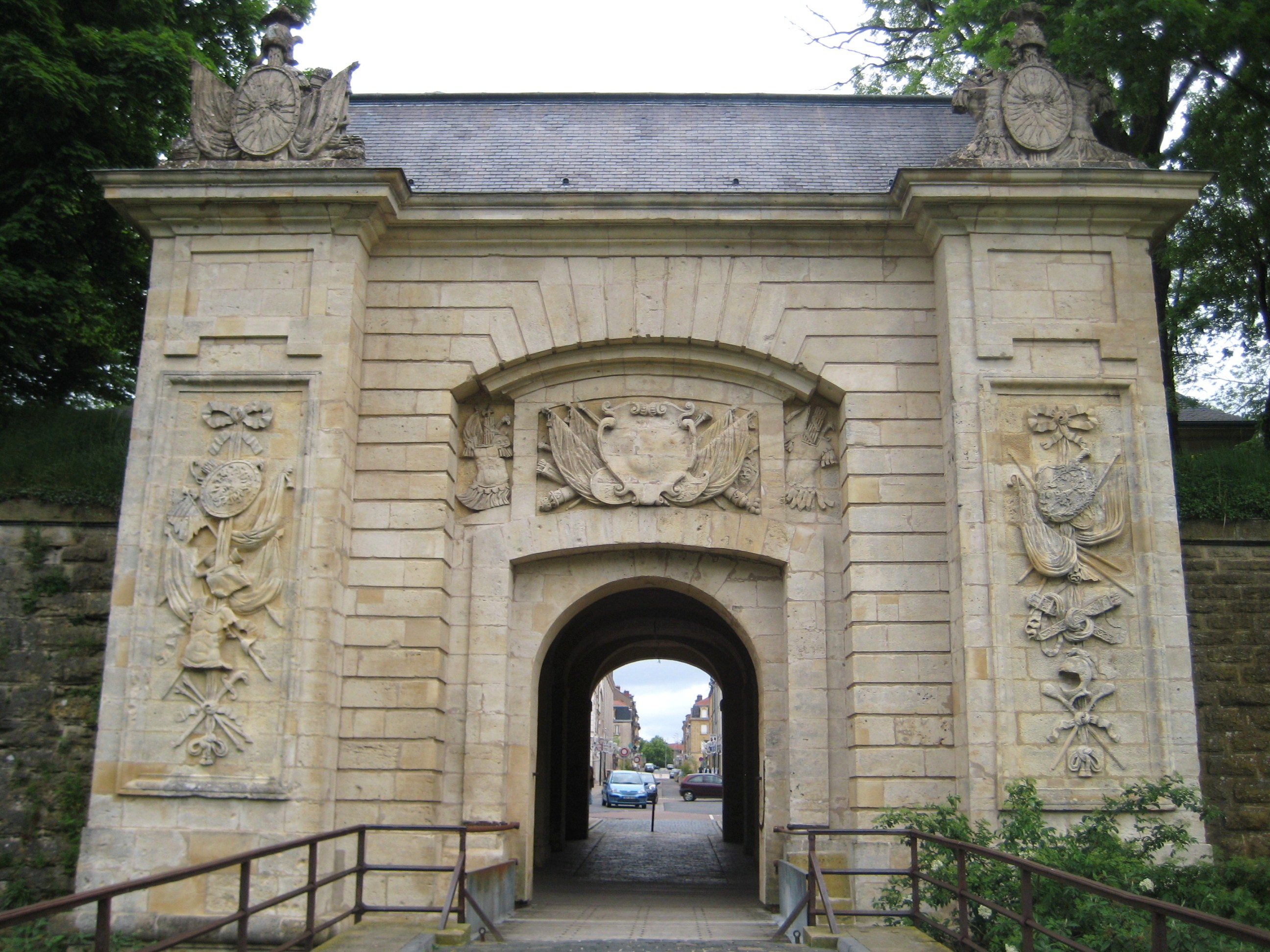
La Puerta de Francia con sus relieves de trofeos militares. Construida en 1683.

## Arquitectura
La ciudadela está construida sobre una planta hexagonal, rodeada por una muralla de aglomeración con forma de estrella de doce puntas; contiene una iglesia, un arsenal, once casernas y cinco pozos. El acceso se hacía por dos puertas: la puerta de Borgoña (destruida en 1914) y la Puerta de Francia. Las instalaciones interiores de la fortaleza se ordenan en cuadriláteros organizados en torno a una gran plaza central, conocida en la actualidad como Place Darche.
En la actualidad la mitad de la muralla y los bastiones y la puerta de Francia, se conservan perfectamente y la mayoría de los edificios construidos por Vauban son todavía visibles: el ayuntamiento, la iglesia, el cuartel, el pozo central, la panadería.

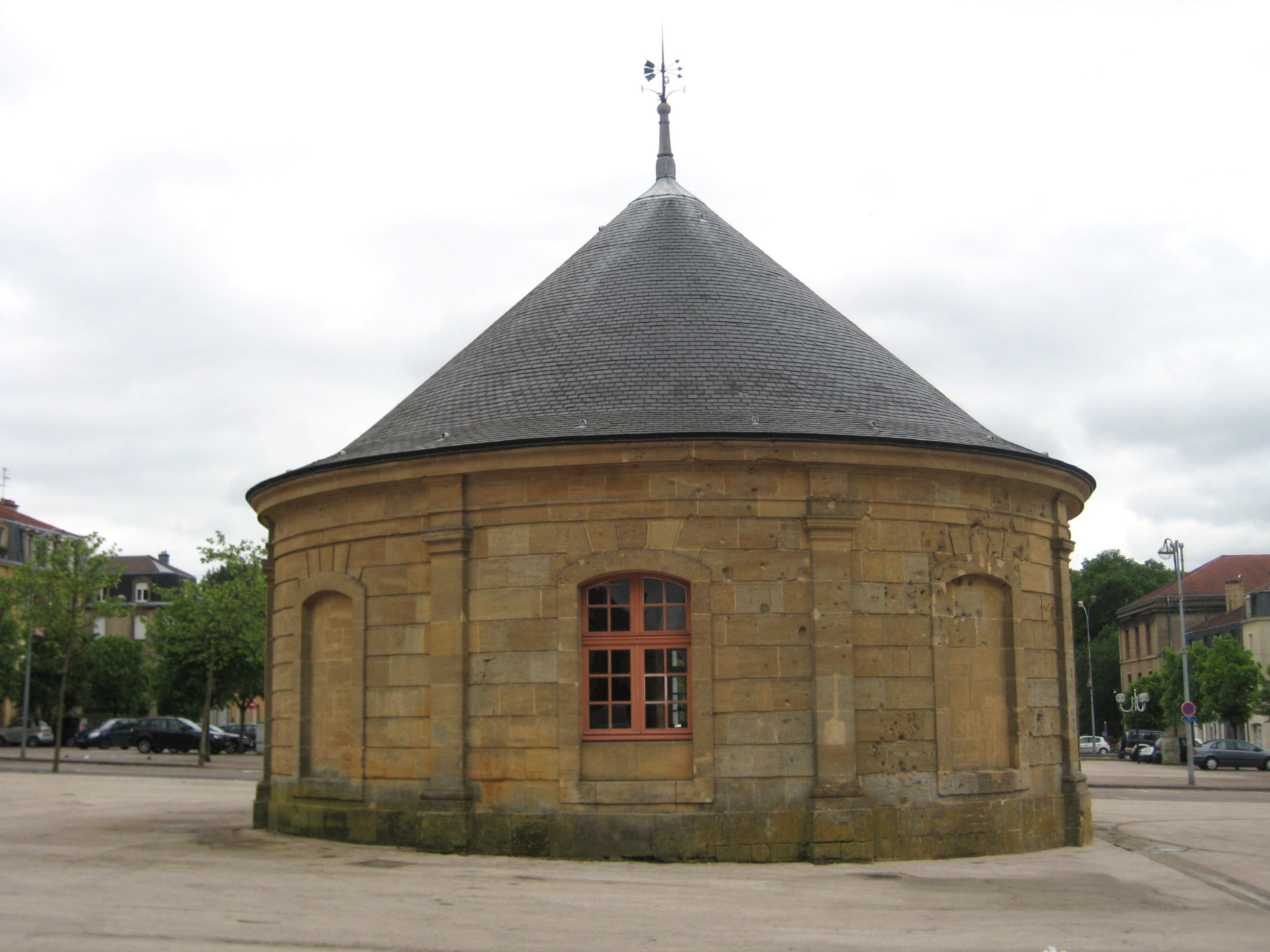
El pozo cubierto, en la plaza central.
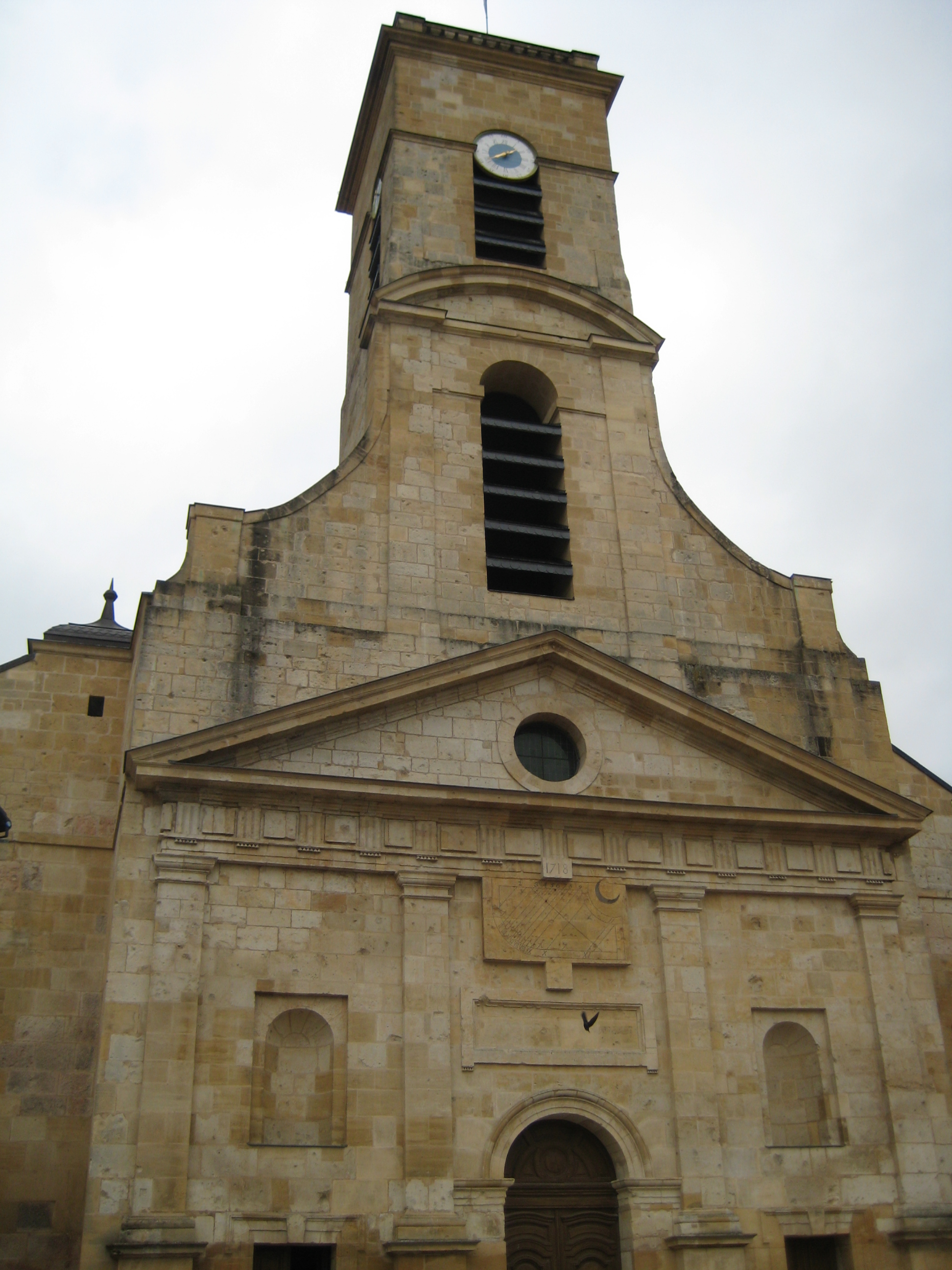
La iglesia de Saint Dagobert (en la plaza)
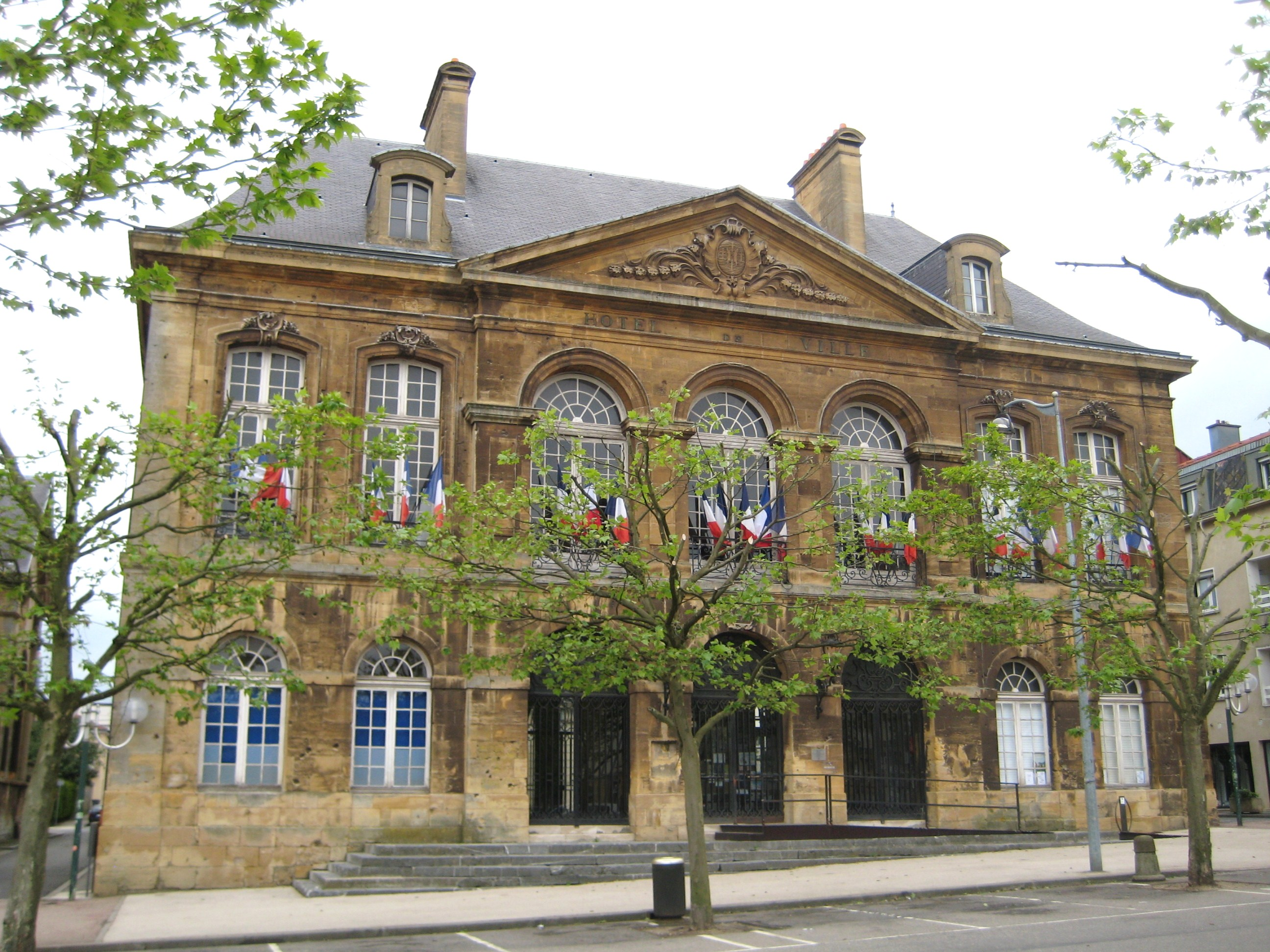
El ayuntamiento (en la plaza).

## Museo de esmaltes de Longwy

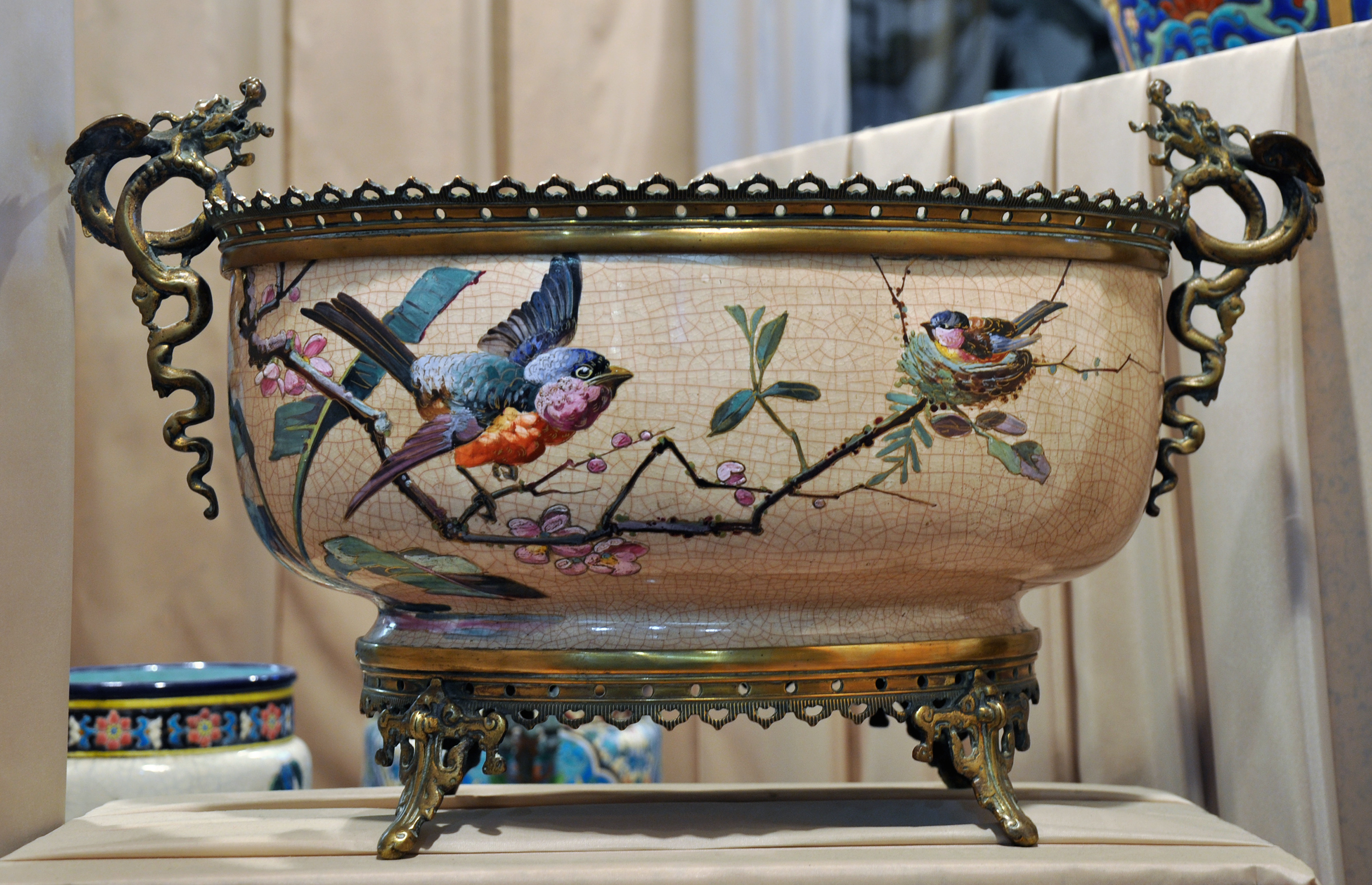
Una de las cerámicas expuestas en el Museo municipal de Longwy.

El museo está ubicado en las dependencias de la panadería de la antigua fortaleza. Describe la trayectoria en la fabricación de esmaltes y fayenzas en la manufactura de Longwy.